# Brian Smith
Brian Smith (nascido em 7 de julho de 1967) é um ex-ciclista escocês que correu profissionalmente durante a década de 90 do século XX. Defendeu as cores do Reino Unido na prova de estrada individual nos Jogos Olímpicos de Atlanta 1996.